# شانگهای (فیلم ۱۹۳۵)
شانگهای (انگلیسی: Shanghai) فیلمی در ژانر درام و رمانتیک است که در سال ۱۹۳۵ منتشر شد.

## بازیگران
- لرتا یانگ
- شارل بوآیه
- وارنر اولاند
- الیسون اسکیپ ورث
- آرنولد کورف
- چارلی گریپوین
- کیه لوک
- اولیو تل
- والتر کینگزفورد
- ویلی فونگ
- سیمونا بانیفیس